# جان آدم
جان آدم (بالإنجليزية: Jean Adam)‏ (30 أبريل 1704 - 3 أبريل 1765، غلاسكو في المملكة المتحدة)؛ كاتِبة وشاعرة بريطانية.